# Индик
Индик — река в России, протекает в Немском районе Кировской области. Устье реки находится в 69 км по правому берегу реки Немда. Длина реки составляет 21 км.
Исток реки находится в 16 км к западу от посёлка Нема. Река течёт на юго-восток, протекает село Арское и деревню Вахруши, ниже течёт по ненаселённому лесу. Впадает в Немду в 7 км к югу от посёлка Нема.

## Данные водного реестра
По данным государственного водного реестра России относится к Камскому бассейновому округу, водохозяйственный участок реки — Вятка от водомерного поста посёлка городского типа Аркуль до города Вятские Поляны, речной подбассейн реки — Вятка. Речной бассейн реки — Кама.
По данным геоинформационной системы водохозяйственного районирования территории РФ, подготовленной Федеральным агентством водных ресурсов:
- Код водного объекта в государственном водном реестре — 10010300512111100038408
- Код по гидрологической изученности (ГИ) — 111103840
- Код бассейна — 10.01.03.005
- Номер тома по ГИ — 11
- Выпуск по ГИ — 1